# Разборка в Бронксе
«Разборка в Бронксе» (кит. 紅番區 [трад.], 红番区 [упр.], Hóng Fān Qū [пиньинь]; кант. Hung4 Faan1 Keoi1 [ютпхин]; англ. Rumble in the Bronx) — кинофильм с Джеки Чаном и Анитой Муи в главных ролях, комедийный боевик, снятый в 1994 и выпущенный в начале 1995 года. Первый фильм с Джеки Чаном, успешно прошедший в американском кинопрокате.

## Сюжет
Китаец Кьёнг (Джеки Чан) прилетает к своему дяде Биллу (Билл Танг) на его свадьбу в Нью-Йорк. Дядя Билл живёт в криминальном районе города — Бронксе. Кьёнг знакомится с соседским мальчиком-инвалидом Дэнни (Морган Лам) и заводит с ним дружбу. Дядя продаёт свой супермаркет девушке по имени Элина (Анита Муи). Дядин друг даёт ему антикварную дорогую машину на свадьбу, под предлогом ремонта взятую у своего босса. Ночью на эту машину, припаркованную у дома, где живут дядя и Кьёнг, чуть не наехала мотоциклом девушка Нэнси (Франсуаз Йип) в гонке, устроенной местными хулиганами, но Кьёнг им мешает, и девушка проигрывает гонку. Хулиганы недовольны, но полиция разгоняет их. Дядя Билл женится и уезжает в свадебное путешествие, а Кьёнг решает помочь Элине. Однажды те же хулиганы приезжают в тот же супермаркет и воруют пару вещей. Элина просит заплатить за них, но они скидывают вещи с полок, а Кьёнг вступает с ними в драку, в ходе которой ломает нос одному из хулиганов по имени Анжело (Гарвин Кросс).
Возвращаясь домой, Кьёнг попадает в ловушку, устроенную бандой хулиганов. Они загоняют Кьёнга в тупик и забрасывают его стеклянными бутылками до полусмерти. В конце Анжело хочет его убить, но главарь банды Тони (Марк Экерстрим) и остальные против. Оказывается, Нэнси — это сестра Дэнни, с которым у неё натянутые отношения. Окровавленный Кьёнг приходит домой и теряет сознание. Дэнни говорит, что это его друг. Нэнси обработала ему раны и ушла.
Тем временем босс одной из бандитских группировок по прозвищу «Белый Тигр» (Крис Лорд) продает бриллианты другой группировке. Тони привозит Нэнси домой и уезжает. Анжело с другом тоже собираются уехать, но видят как чёрный лимузин «Белого Тигра» подрезает розовый лимузин (тех, кому он продал бриллианты), и тот врезается в магазин (это видят и Кьёнг и Дэнни при прогулке). Анжело и его друг видят, что люди в лимузине при смерти. Анжело крадет чёрный чемоданчик и убегает. Громилы «Белого Тигра», не найдя бриллиантов в машине, взрывают её. Спасаясь от них, Анжело прячет бриллианты в подушку коляски Дэнни. Они догоняют его, но бриллиантов нет. Их настигает полиция и арестовывает.
Нэнси купила Дэнни новую подушку и прячется от Кьёнга. Дэнни говорит, что завидует другим которые гуляют сами в парке. Кьёнг его утешает и Нэнси выходит и просит прощенья у Кьёнга. Дэнни знакомит их, но понимает, что они уже знакомы. Полиция допрашивает людей «Тигра», но улик у них нет и они отпускают их и Анжело как приманку последить за ним. Люди «Тигра» ищут бриллианты на лестничной клетке дома Кьёнга. Представившись агентами ФБР, они просят позвонить, если найдутся бриллианты.
Во время налета люди «Белого Тигра» похищают двух людей из банды Тони. Они убивают одного и отпускают другого, чтобы он передал своим, что если они не найдут Анжело, то убьют всех. Кьёнг узнает об учиненном в магазине погроме и идёт с Нэнси в логово Тони и там дерется с ним и его бандой. Тони говорит, что он победил и может уходить. Но его останавливает человек из банды Тони с останками того, кого убили люди «Тигра». Кьёнг по просьбе Нэнси соглашается помочь и звонит, как ему кажется в ФБР, а на самом деле людям «Белого Тигра». Они находят Анжело, который говорит, что бриллианты в подушке коляски Дэнни. Кьёнг и двое громил едут к ним и ищут бриллианты, но не находят. Кьёнг понимает, что бриллианты в старой подушке, но не говорит им, а ввязывается в драку и побеждает с помощью Дэнни.
Им звонит босс, Кьёнг отвечает и просит вернуть друзей, тогда он отдаст бриллианты. Кьёнг отправляет Дэнни в школу, а сам идёт в супермаркет. «Белый Тигр» разрушает супермаркет и спрашивает, понял ли Кьёнг, с кем имеет дело, и требует вернуть бриллианты в течение часа, или он убьет его друзей. Кьёнг звонит в полицию, и те ставят ему жучок и следят за ним при встрече с людьми «Тигра». Кьёнг выдает себя, и громилы обнаруживают на его теле жучок. Босс требует убить его и заложников и плюнуть на бриллианты. Громилы приводят его в лодочный сарай и пытаются убить его, но он сбегает. Они его почти ловят, но полиция помогает ему и те убегают. Кьёнг решает сам возглавить погоню. Громилы угоняют катер на воздушной подушке и плывут сначала по воде, а потом по городу. Кьёнг, преследуя громил, прыгает на катер и плывет с ними. Катер попадает в аварию, Кьёнг падает с него, а катер добирается до конца улицы и разворачивается, пока полиция перекрывает дорогу. Кьёнг угоняет машину и с помощью импровизированного клинка вспарывает подушку катера и тем самым останавливает его. Кьёнг, узнав где друзья, сообщает полиции, и те освобождают их. В финале Кьёнг, Нэнси, Тони и Элина на том же катере едут к «Белому Тигру» и давят его.

## В ролях
| Актёр          | Роль         |
| -------------- | ------------ |
| Джеки Чан      | Кьёнг        |
| Анита Муи      | Элина        |
| Франсуаза Йип  | Нэнси        |
| Билл Танг      | дядя Билл    |
| Марк Экерстрим | Тони         |
| Гарвин Кросс   | Анжело       |
| Морган Лам     | Дэнни        |
| Крис Лорд      | «Белый Тигр» |

## Съёмки
Во время подготовки релиза фильма в Северной Америке продюсеры решили назвать фильм «Разборка в Ванкувере», соответственно съёмки проводились в Ванкувере. Американские дистрибьюторы решили, что фильм будет лучше продаваться под названием «Разборка в Бронксе», поэтому название было изменено. Однако каждый, кто знаком с географией Ванкувера или Нью-Йорка легко может понять, что фильм снимался не в Бронксе — в кадре часто присутствуют достопримечательности канадского города.
Джеки Чан сделал в фильме несколько смертельно опасных трюков и большую часть фильма снимался с травмированной ногой. В одном из эпизодов требовалось прыгнуть с моста на судно на воздушной подушке (оно использовалось канадской береговой охраной для спасательных операций, рыболовецкой и навигационной помощи). Джеки Чан приземлился неудачно, повредив кости бедра, голени, голеностопного сустава, получив перелом левой лодыжки и открытый перелом пальцев ноги. Однако, это его не остановило: он продолжил сниматься со сломанной ногой. Во многих сценах это заметно: например, в сцене погони бандитов за Джеки хорошо видно, что он хромает. Заканчивая съёмку, Джеки надевал на гипс носок, раскрашенный под кроссовок.
Сценарий также включал в себя прыжок с крыши стоянки автомобилей через пожарный выход на нижний этаж здания поперёк дороги. По своей традиции режиссёр Стэнли Тонг попробовал сделать трюк до того, как попросить какого-нибудь актёра сделать его. Он попробовал сделать его с помощью ремней, но быстро решил, что без них будет безопаснее. Точка приземления не была видна с места прыжка, поэтому была положена кассета в качестве ориентира. Прыжок был великолепно исполнен Джеки Чаном без страховки с первой попытки. Прыжок с разных точек снимали четыре камеры.
Во время погони на мотоциклах Франсуаз Йип сломала ногу. Она настаивала на возвращении на съёмочную площадку, после того как в больнице её нога была загипсована. Также ещё две женщины-каскадера получили во время съёмок погони на мотоциклах переломы ног, а одна из них — сильно ушибла голову.
Сцена драки в магазине заняла 20 дней, так как Чан обучал местных каскадеров драться в «гонконгском стиле».
В жилище у «Дяди Билла» среди прочих портретов на стене примерно на третьей-четвёртой минуте фильма можно увидеть портрет отца Джеки Чана, Фан Дао Луна (Чарльза Чана).

## Версии фильма
«Разборка в Бронксе» — первый фильм Джеки Чана, нацеленный на американского зрителя. В фильме компанией New Line Cinema был сделан целый ряд изменений в хронометраже: вырезаны многие сцены, замедляющие динамику и темп фильма, изменена последовательность кадров в некоторых из них и т. д. Отчасти этому поспособствовал Джеки Чан, побоявшийся, что картину не примут в США (как это произошло с его предыдущими американскими фильмами: «Большой дракой» и «Покровителем»). Продолжительность усечённой американской версии составляет 91 минуту, в то время как длительность оригинальной гонконгской — 106 минут.
Различия версий:
- Гонконгская версия фильма начинается с того момента, как Кьёнг уже находится в аэропорту. В американской версии перед этой сценой показаны кадры приземляющегося самолёта, которые были добавлены в самом конце монтажа.
- В гонконгской версии фильма есть два местных панка: китаец и негр, которые вымогают деньги. В американской версии их нет.
- Сцена диалога между Кьёнгом и Элиной на свадьбе дяди в американской версии укорочена, также пропущено исполнение Билом Тунгом и Керри Кейн Спаркс на свадьбе песни «Принцесса Чанг Пинг».
- В гонконгской версии после того, как Кьёнг первый раз побил в магазине панков, он прочёл на кантонском диалекте лекцию о китайских боевых искусствах, которую Элина отказалась переводить другим рабочим магазина.
- В гонконгской версии на следующее утро после того, как Кьёнга порезали (закидав бутылками), он возвращается в магазин. Там он сталкивается лицом к лицу с теми же самыми панками, которые вымогали деньги у дяди Билла. Он выпроваживает их пристальным взглядом. Однако, когда приезжает банда байкеров, Кьёнг предпочитает позвонить в полицию, нежели драться с ними самому. В американской версии эти эпизоды вырезаны.
- Также вырезана сцена, в которой те же вымогатели возвращаются в магазин, и Элина безрезультатно пытается напугать их взглядом.
- В гонконгской версии после того, как Кьёнг подрался с уличной бандой в их клубе, он произносит проникновенную речь о том, что им стоит сделать что-то стоящее в жизни. В американской версии фильма эта речь укорочена.
- В гонконгской версии во время титров Джеки Чан исполняет песню. В американской она отсутствует, вместо неё звучит песня «Kung Fu» из альбома 1977 группы Ash.
- В некоторых азиатских изданиях сцена, в которой Кьёнг бьёт автомобильной антенной Анджело сзади, была заменена на альтернативную, в которой Анджело подтягивает брюки.
- Жест Кьёнга «палец вверх» также был удалён.
- В американской версии вырезаны некоторые сцены знакомства героя Джеки и героини Аниты.

## Награды
Фильм номинировался на 15-й Гонконгской кинопремии в 1996 году (лучший фильм, лучший монтаж, лучшая мужская и женская роли, лучшая женская роль второго плана, лучший новый актёр). Награду удалось получить только в одной номинации — лучшая постановка экшена.
«Разборка в Бронксе» была признана самой прибыльной картиной в Китае и Гонконге за 1995 год, кроме того, она стала первым гонконгским фильмом, стартовавшим в рекордном количестве кинотеатров США.